# Paranomus
Paranomus es un género de árboles perteneciente a la familia Proteaceae. Es endémica de Sudáfrica. 

## Taxonomía
Paranomus fue descrito por Richard Anthony Salisbury y publicado en Parad. Lond. 1807. La especie tipo es: Paranomus lagopus Salisb.

## Especies aceptadas
A continuación se brinda un listado de las especies del género Paranomus aceptadas hasta abril de 2012, ordenadas alfabéticamente. Para cada una se indica el nombre binomial seguido del autor, abreviado según las convenciones y usos.
- Paranomus abrotanifolius Salisb. ex Knight
- Paranomus adiantifolius Salisb. ex Knight
- Paranomus bracteolaris Salisb. ex Knight
- Paranomus candicans Kuntze
- Paranomus capitatus Kuntze
- Paranomus dregei Kuntze
- Paranomus lagopus Salisb.
- Paranomus longicaulis Salisb. Ex Knight
- Paranomus reflexus N.E. Br.
- Paranomus roodebergensis Levyns
- Paranomus sceptrum-gustavianus Hyl.
- Paranomus spathulatus Kuntze
- Paranomus spicatus Kuntze
- Paranomus tomentosus N.E. Br.